# Гривастый ацеродон
Гривастый ацеродон (Acerodon jubatus) — крупное млекопитающее семейства крылановых.

## Описание
Гривастый ацеродон достигает длины до 29 см, хвост отсутствует. Размах крыльев составляет от 1,5 до 1,8 м, масса взрослых животных варьирует от 0,7 до 1,2 кг. Морда вытянутая, напоминает собачью, уши маленькие. Окрас шерсти тёмный, голова и область затылка оранжево-жёлтого цвета, плечи также могут иметь желтоватый окрас.

## Распространение
Гривастый ацеродон обитает на Филиппинском архипелаге, за исключением региона вокруг острова Палаван. Его местообитание — сельва и мангры на высоте до 1 100 метров над уровнем моря.

## Образ жизни
Как и большинство рукокрылых, гривастые ацеродоны активны ночью. На днёвках они висят головой вниз большими колониями — обычно на деревьях, часто на небольших близлежащих островах. Вечером отправляются на поиски корма, при этом нередко преодолевая большие расстояния, в том числе над морем. Питание этих животных состоит из плодов, преимущественно инжира.

## Размножение
О размножении гривастых ацеродонов известно мало. Раз в год, чаще в мае или июне, самка рождает одного детёныша. Половая зрелость наступает в двухлетнем возрасте.